# Dipoena bimini
Espèce
Dipoena bimini est une espèce d'araignées aranéomorphes de la famille des Theridiidae.

## Distribution
Cette espèce est endémique des Antilles. Elle se rencontre aux Bahamas et à Cuba.

## Description
Le mâle holotype mesure 1,3 mm et la femelle paratype 1,2 mm.

## Étymologie
Son nom d'espèce lui a été donné en référence au lieu de sa découverte, les îles Bimini.

## Publication originale
- Levi, 1963 : American spiders of the genera Audifia, Euryopis and Dipoena (Araneae: Theridiidae). Bulletin of the Museum of Comparative Zoology, vol. 129, no 2, p. 121-185 (texte intégral).